# آرمیندو مایا
آرمیندو مایا (Armindo Maia)، یک سیاست‌مدار و فرد دانشگاهی اهل تیمور شرقی بوده و عضو حزب سیاسی جبهه انقلابی استقلال تیمور شرقی (Fretilin) می‌باشد. وی از ماه ژوئن ۲۰۲۰ بدین‌سو در حکومت قانونی تیمور شرقی تحت رهبری تائور ماتان رواک به عنوان وزیر آموزش، جوانان و ورزش خدمت می‌کند. او همچنین در سال ۲۰۰۱ در حکومت تحت رهبری سرپرست ادارهٔ انتقالی ملل متحد، سرجیو ویرا دی ملو و در سال ۲۰۰۶ در حکومت نخست‌وزیر مرعی الکثیری، در همان سِمت خدمت می‌کرد.

## دوران کودکی و حرفه
مایا فوق لیسانس خود را در رشته فلسفه از دانشگاه ماسی در پالمرستون نورث، نیوزیلند به‌دست آورده‌است. او یکی از نخستین اعضای دانشگاه تیمور (UnTim)، نخستین دانشگاه در تیمور شرقی، از زمان تأسیس آن در ۱۹۸۶ میلادی، بود. در ۱۹۹۷ میلادی، او معاون دانشگاه در امور آکادمیک شد.
هنگام یورش اندونزی به تیمور شرقی که تا سال ۱۹۹۹ میلادی ادامه یافت، مایا مشغول یک تعداد فعالیت‌های آکادمیک و سیاسی در سطح بین‌المللی برای حمایت از جنبش استقلال تیمور شرقی بود. وی هنگام بازدید خود از ایالات متحده در اواخر دهه ۱۹۹۰ با مردمان اهل تیمور شرقی مقیم خارج کشور، چون خوزه راموس هورتا و جواو کاراساکلائو دیدار کرد. پس از بازگشت او به کشور، رژیم اندونزی محدودیت‌های بر آزادی او وضع کردند.
با این حال، در ۱۹۹۷ میلادی مایا و ناتالینو مونتیرو که در آن وقت معاون دانشگاه در امور دانشجویان بود، برای کرسی ریاست دانشگاه به رقابت پرداختند، مایا در این رقابت به دلیل حمایت گستردهٔ که در میان دانشجویان داشت پیروز میدان شد، هرچند مونتیرو نامزد مورد حمایت اندونزی بر این سمت بود و گماشته شدن در این سمت نیازمند تأییدی ارتش اندونزی بود.
پس از این‌که UnTim در نوامبر ۲۰۰۰ میلادی به دانشگاه ملی تیمور شرقی (NTL) تغییر نام داده شد، مایا ریاست این دانشگاه را بر عهده گرفت.

## حرفه سیاسی
در ۳۰ سپتامبر ۲۰۰۱، مایا که در آن زمان عضو هیچ حزب سیاسی نبود، به عنوان وزیر آموزش و پرورش، فرهنگ و جوانان در حکومت انتقالی تیمور شرقی تحت رهبری سرجیو ویرا دی میلو گماشته شد. میلو رئیس اداره انتقالی تیمور شرقی بود که از جانب سازمان ملل گماشته شده بود.
ماری در اداره قانونی نخست تیمور شرقی تحت رهبری نخست‌وزیر ماری اکلثیری که در ۲۰ می ۲۰۰۲ به نخست‌وزیری رسید، در همین سمت خود باقی ماند، اما بخش ورزش نیز به مسئولیت‌های او اضافه شد. پس از تغییر ساختار حکومت در ۲۶ ژوئیه ۲۰۰۵، مایا مسئولیت مستقیم خود برای آموزش و پرورش و فرهنگ را حفظ نموده و خوزه مانوئل فرناندز به عنوان وزیر دولت برای جوانان و ورزش گماشته شد. در ژوئیه ۲۰۰۶، حکومت دومی قانونی تیمور شرقی جایگزین دولت نخست قانونی شد و روزاریو کورتا-ریل نیز به‌جای مایا به عنوان وزیر گماشته شد.
مایا به عنوان استاد ارشد به دانشگاه ملی تیمور شرقی برگشت. وی در ماه ژوئیه ۲۰۱۲، نامزد دکترای تخصصی (PhD) در بخش دولت، جامعه و حکومت‌داری در برنامه مالنزیا در کالج آسیا و اقیانوس آرام دانشگاه ملی استرالیا در کانبرا، استرالیا بود.
در ۲۴ ژوئن ۲۰۲۰، پس از تغییر در ائتلاف حکومت و راه یافتن حزب سیاسی جبهه انقلابی استقلال تیمورشرقی (Fretilin) به حکومت قانونی سوم، مایا بار دیگر به عنوان وزیر آموزش و پرروش، جوانان و ورزش سوگند یاد کرد.